# Phaonia kuankuoshuiensis
Phaonia kuankuoshuiensis är en tvåvingeart som beskrevs av Wei 1990. Phaonia kuankuoshuiensis ingår i släktet Phaonia och familjen husflugor. Inga underarter finns listade i Catalogue of Life.